# عارف محمد خان
عارف محمد خان (بالهندية: आरिफ मोहम्‍मद खान)‏ (بالإنجليزية: Arif Mohammad Khan)‏ هو سياسي هندي، ولد في 1951. حزبياً، نشط في المؤتمر الوطني الهندي. وقد انتخب عضو لوك سابها ‏.
عارض عارف ممارسة الطلاق الثلاثي في الهند وقال أنه يجب معاقبة ممارسه بالسجن 3 سنوات.